# Colaconemataceae
Famille
Les Colaconemataceae sont une famille d’algues rouges de l’ordre des Colaconematales.

## Étymologie
Le nom vient du genre type Colaconema, formé du préfixe colac-, parasite, et du suffixe -nem, « fil ; filament », en référence à la forme de cette algue dont le thalle microcopique est « constitué de filaments rouge-rose, rampants, irrégulièrement ramifiés et articulés, vivant dans les parois cellulaires de diverses algues ».

## Liste des genres
Selon Catalogue of Life (13 septembre 2020), ITIS (13 septembre 2020) et World Register of Marine Species (13 septembre 2020) :
- Colaconema Batters, 1896

Selon AlgaeBase (13 septembre 2020), les genres Grania et Kylinia pouvaient appartenir à cette famille, cependant ils ont, par la suite, été classés dans la famille des Acrochaetiaceae,.